# Šúhei Terada
Šúhei Terada (* 23. červen 1975) je bývalý japonský fotbalista.

## Klubová kariéra
Hrával za Kawasaki Frontale.

## Reprezentační kariéra
Šúhei Terada odehrál za japonský národní tým v letech 2008-2009 celkem 6 reprezentačních utkání.

## Statistiky
| Japonsko | Japonsko | Japonsko |
| Roky     | Záp.     | Góly     |
| -------- | -------- | -------- |
| 2008     | 4        | 0        |
| 2009     | 2        | 0        |
| Celkem   | 6        | 0        |